# Scottish Premiership
Die Scottish Premiership (Sponsorenname Ladbrokes Premiership) ist seit 2013 die höchste Fußballliga in Schottland und eine Division der Scottish Professional Football League. Sie wurde als Nachfolger für die Scottish Premier League im Juli 2013 gegründet. Rekordmeister der Scottish Premiership ist Celtic Glasgow, das elf von zwölf Austragungen gewinnen konnte. Rekordmeister der schottischen Meisterschaft sind die Glasgow Rangers (zuletzt 2021) zusammen mit dem amtierenden Meister Celtic Glasgow mit insgesamt 55 Titeln.

## Austragungsmodus
Die zwölf Mannschaften der Liga tragen pro Saison 38 Spieltage aus: Nach 33 Spieltagen, in denen alle Mannschaften jeweils dreimal gegeneinander antreten, wird die Liga in zwei Gruppen mit den sechs besten bzw. schlechtesten Mannschaften unterteilt. Nun spielen die Mannschaften der jeweiligen Gruppen je einmal gegeneinander entweder um die Meisterschaft (Gruppe der sechs besten Mannschaften) oder gegen den Abstieg (Gruppe der sechs schlechtesten Mannschaften). Nach diesen weiteren fünf Spieltagen ist dann die Saison beendet. Somit kann am Ende der Saison zum Beispiel der Siebtplatzierte mehr Punkte als der Sechstplatzierte haben.
Der Tabellenerste der Gruppe mit den sechs besten Vereinen ist schottischer Meister. Der Tabellenletzte der Gruppe mit den sechs schlechten Vereinen steigt ab und wird durch den Meister der Scottish Championship ersetzt, sofern dieser bestimmte wirtschaftliche Kriterien (z. B. Vollprofitum) und Auflagen an sein Stadion (reines Sitzplatzstadion etc.) erfüllt. Der Tabellenvorletzte spielt in Playoffs mit den Zweit- bis Viertplatzierten aus der Championship um seinen Platz in der Premiership.

## Mitglieder der Scottish Premiership
In der Saison 2025/26 spielen folgende zwölf Mannschaften in der Scottish Premiership.
- FC Aberdeen
- Celtic Glasgow
- FC Dundee
- Dundee United
- FC Falkirk
- Heart of Midlothian
- Hibernian Edinburgh
- FC Kilmarnock
- FC Livingston
- FC Motherwell
- Glasgow Rangers
- FC St. Mirren

## Stadien
| FC Aberdeen       | Celtic Glasgow | FC Dundee      | Dundee United  | FC Falkirk      | Heart of Midlothian |
| ----------------- | -------------- | -------------- | -------------- | --------------- | ------------------- |
| Pittodrie Stadium | Celtic Park    | Dens Park      | Tannadice Park | Falkirk Stadium | Tynecastle Park     |
| Plätze: 20.866    | Plätze: 60.411 | Plätze: 11.775 | Plätze: 14.233 | Plätze: 7.937   | Plätze: 19.852      |
|                   |                |                |                |                 |                     |

| Hibernian Edinburgh | FC Kilmarnock  | FC Livingston      | FC Motherwell  | Glasgow Rangers | FC St. Mirren        |
| ------------------- | -------------- | ------------------ | -------------- | --------------- | -------------------- |
| Easter Road         | Rugby Park     | Almondvale Stadium | Fir Park       | Ibrox Stadium   | Simple Digital Arena |
| Plätze: 20.421      | Plätze: 17.889 | Plätze: 9.512      | Plätze: 13.677 | Plätze: 50.817  | Plätze: 7.937        |
|                     |                |                    |                |                 |                      |

## Statistik
| Saison    | Schottischer Meister (ges./SPS) | Torschützenkönig                                                           | Spieler-Wahl des Fußballer des Jahres | Journalisten-Wahl des Fußballer des Jahres |
| --------- | ------------------------------- | -------------------------------------------------------------------------- | ------------------------------------- | ------------------------------------------ |
| 2013/14   | Celtic Glasgow (45/1)           | Kris Commons 27 (Celtic Glasgow)                                           | Kris Commons (Celtic Glasgow)         | Kris Commons (Celtic Glasgow)              |
| 2014/15   | Celtic Glasgow (46/2)           | Adam Rooney 18 (FC Aberdeen)                                               | Stefan Johansen (Celtic Glasgow)      | Craig Gordon (Celtic Glasgow)              |
| 2015/16   | Celtic Glasgow (47/3)           | Leigh Griffiths 31 (Celtic Glasgow)                                        | Leigh Griffiths (Celtic Glasgow)      | Leigh Griffiths (Celtic Glasgow)           |
| 2016/17   | Celtic Glasgow (48/4)           | Liam Boyce 23 (Ross County)                                                | Scott Sinclair (Celtic Glasgow)       | Scott Sinclair (Celtic Glasgow)            |
| 2017/18   | Celtic Glasgow (49/5)           | Kris Boyd 18 (FC Kilmarnock)                                               | Scott Brown (Celtic Glasgow)          | Scott Brown (Celtic Glasgow)               |
| 2018/19   | Celtic Glasgow (50/6)           | Alfredo Morelos 18 (Glasgow Rangers)                                       | James Forrest (Celtic Glasgow)        | James Forrest (Celtic Glasgow)             |
| 2019/20 * | Celtic Glasgow (51/7)           | Odsonne Édouard 22 (Celtic Glasgow)                                        | nicht vergeben                        | Odsonne Édouard (Celtic Glasgow)           |
| 2020/21   | Glasgow Rangers (55/1)          | Odsonne Édouard 18 (Celtic Glasgow)                                        | James Tavernier (Glasgow Rangers)     | Steven Davis (Glasgow Rangers)             |
| 2021/22   | Celtic Glasgow (52/8)           | Regan Charles-Cook, Giorgos Giakoumakis 13 (Ross County), (Celtic Glasgow) |                                       |                                            |
| 2022/23   | Celtic Glasgow (53/9)           | Kyōgo Furuhashi 27 (Celtic Glasgow)                                        |                                       |                                            |
| 2023/24   | Celtic Glasgow (54/10)          | Lawrence Shankland 24 (Heart of Midlothian)                                |                                       |                                            |
| 2024/25   | Celtic Glasgow (55/11)          | Cyriel Dessers 18 (Glasgow Rangers)                                        | Daizen Maeda (Celtic Glasgow)         | Daizen Maeda (Celtic Glasgow)              |

## UEFA-Fünfjahreswertung
Platzierung in der UEFA-Fünfjahreswertung:
(in Klammern die Vorjahresplatzierung). Die Kürzel CL, EL und CO hinter den Länderkoeffizienten geben die Anzahl der Vertreter in der Saison 2025/26 der Champions League, der Europa League sowie der Conference League an.
- 09.  (12)  Türkei (Liga, Pokal) – Koeffizient: 38.600 – CL: 2, EL: 2, CO: 1
- 10.  (15)  Tschechien (Liga, Pokal) – Koeffizient: 36.050 – CL: 2, EL: 1, CO: 2
- 11.  (09)  Schottland (Liga, Pokal) – Koeffizient: 36.050 – CL: 2, EL: 2, CO: 1
- 12.  (13)  Schweiz (Liga, Pokal) – Koeffizient: 32.975 – CL: 2, EL: 2, CO: 1
- 13.  (10)  Österreich (Liga, Pokal) – Koeffizient: 32.600 – CL: 2, EL: 1, CO: 2

Stand: Ende der Europapokalsaison 2023/24

## Qualifikation für europäische Wettbewerbe
Der Meister spielt in der Gruppenphase der UEFA Champions League, während der Vizemeister dort in der 3. Qualifikationsrunde an den Start geht. Der Pokalsieger nimmt an den Play-offs zur UEFA Europa League teil. Der 3. der Liga startet in der 3. Qualifikationsrunde der UEFA Europa Conference League, während der 4. dort in der 2. Qualifikationsrunde startet.
Hat sich der Pokalsieger über die Liga für die Champions League qualifiziert, geht der Platz in der Europe League an den 3. der Liga und der 4. und 5. starten in der Conference League. Der 5. startet auch dann in der Conference League, wenn der Pokalsieger 3. oder 4. wurde.

## Zuschauerzahlen
In der regulären Saison 2017/18 (ohne Playoffs) betrug die durchschnittliche Zuschauerzahl 15.896 Personen pro Spiel. Den höchsten durchschnittlichen Zuschauerschnitt wiesen Celtic Glasgow (57.588) und die Glasgow Rangers (49.254) auf. Beim Zuschauerinteresse existiert eine große Lücke zwischen den beiden großen Vereinen der Liga und dem Rest.
| Saison  | Schnitt | Spiele | Gesamt    |
| ------- | ------- | ------ | --------- |
| 2013/14 | 10.183  | 228    | 2.331.965 |
| 2014/15 | 8.806   | 228    | 2.007.768 |
| 2015/16 | 9.644   | 228    | 2.237.437 |
| 2016/17 | 13.969  | 228    | 3.184.955 |
| 2017/18 | 15.932  | 228    | 3.632.642 |
| 2018/19 | 15.973  | 228    | 3.641.850 |
| 2019/20 | 15.317  | 179 *  | 2.741.726 |
| 2020/21 | –       | 228    | – *       |
| 2021/22 | 15.800  | 228    | 3.317.909 |
| 2022/23 | 16.431  | 228    | 3.746.295 |
| 2023/24 | 16.495  | 228    | 3.760.765 |
| 2024/25 | 17.302  | 228    | 3.944.758 |

## Auszeichnungen
Seit der Saison 2013/14 erhalten Trainer und Spieler während der Saison die Auszeichnung Manager of the Month und Player of the Month.